# نایت‌ویش
نایت‌ویش (به انگلیسی: Nightwish) یک گروه سمفونیک متال فنلاندی است که در سال ۱۹۹۶ در شهر کیته شکل گرفته‌است. نایت‌ویش یکی از گروه‌هایی است که نقش بسیاری در گسترش محبوبیت سبک سمفونیک متال در دههٔ ۹۰ میلادی داشته‌اند.
اگرچه گروه از زمان پخش نخستین آهنگ تکی و آلبوم «The Carpenter» و «Angels Fall First» در خانه خود یعنی فنلاند یک گروه برجسته بوده، اما تا زمان پخش Oceanborn شهرت جهانی پیدا نکرده بود.

## تاریخچه گروه

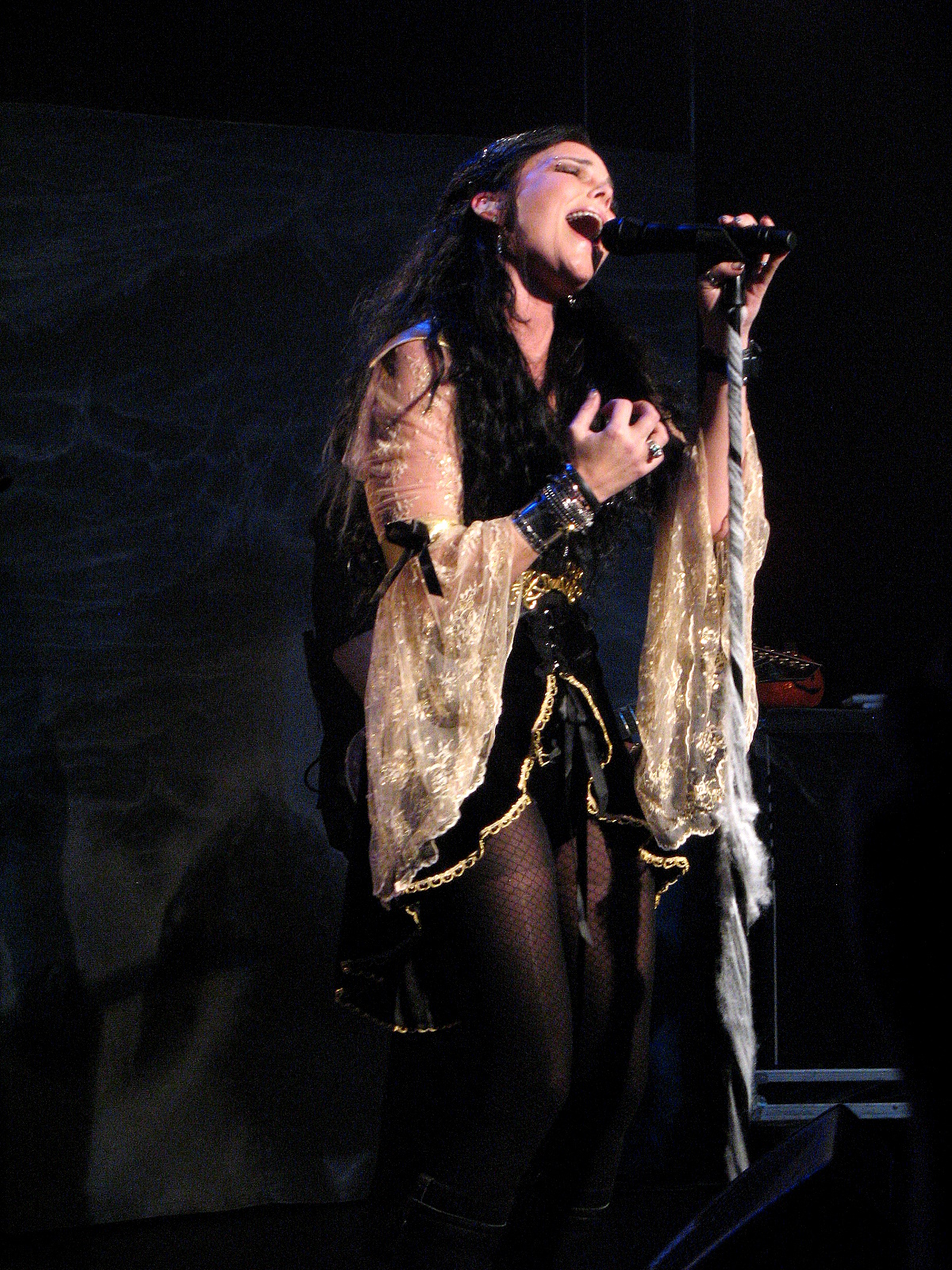
عکس انت اولزون

### پیدایش
نایت‌ویش زاده اندیشه‌های توماس هالوپاینن بود گروه در ژوئیه ۱۹۹۶ شکل گرفت. هالوپاینن، امپو وورینن را که گیتار می‌نواخت و تازه با او آشنا شده بود به‌همراه تاریا تورونن که در مدرسه برای مهارت‌های آوازش معروف بود به گروه دعوت کرد.
سبک آنها در آن زمان بر‌اساس استفاده هالوپاینن از کیبورد، گیتار آکوستیک و آواز کلاسیک تاریا تورونن پایه‌ریزی شد. سپس این سه موسیقیدان یک دموی بی‌نام از اکتبر تا دسامبر ۱۹۹۶ ضبط کردند. نام «نایت‌ویش» از نخستین آهنگی گرفته شده که آنها با هم ضبط کردند. آن دمو شامل یک آهنگ با همان عنوان، The Forever Moments وEtiäinen بود. پس از این ضبط هالوپاینن فکر کرد که صدای تورونن برای چنین سبکی خیلی قوی است و تصمیم گرفت که به آن عناصر متال اضافه کند.
در اوایل ۱۹۹۷ یوکا نوالاینن نوازنده درام به گروه پیوست. در همان زمان گیتار آکوستیک جای خود را به گیتار الکتریک داد. هر دو تصمیم که یعنی اضافه کردن درامر و این‌که وورینن گیتار الکتریک بنوازد قسمتی از ایده‌های هالوپاینن بود مبنی بر اینکه نایت‌ویش را از سبک اصلی خود به‌سمت متال ببرد که باعث شد نایت‌ویش به شکل فعلی درآید.
Once، آلبوم ۲۰۰۴ گروه باعث شد تا ویدئوهای نایت‌ویش در کانال MTV آمریکا پخش شود. بزرگ‌ترین موفقیت آنها در آمریکا، «Wish I Had an Angel» بود که به منظور تبلیغ تور آمریکاشان به عنوان ساندترک در دو فیلم آمریکایی استفاده شد.
گروه سه آهنگ تکی دیگر و دو موزیک ویدئو برای آن آلبوم تولید کرد همچنین برای «Sleeping Sun»، از آلبوم گلچین سال ۲۰۰۵ خود Highest Hopes، پیش از بر کناری خواننده خود تاریا تورونن تهیه شد.
جستجوی گسترده برای جایگزینی تورونن که طی آن هرکسی می‌توانست با ارائه یک دمو در آن شرکت کند در نیمه ۲۰۰۷ پایان یافت.
در ۲۵ مه ۲۰۰۷ انت اولزون جلودار پیشین گروه Alyson Avenue به عنوان خواننده جدید نایت‌ویش برگزیده شد.
گروه آلبوم Dark Passion Play را همراه با تک‌آهنگ‌های Eva"(برای کمک به نیازمندان)، Amaranth و Bye Bye Beautiful در اواخر سال ۲۰۰۷ روانه بازار کردند.
انت اولزون در سال ۲۰۱۲ از گروه جدا شد. فلور یانسن خواننده فعلی نایت ویش است.
مارکو هیتالا، نوازنده‌ی گیتار بیس، در اواخر سال ۲۰۰۱ جایگزین سامی ونسکا شد و تا ژانویه سال ۲۰۲۱ با گروه برنامه اجرا کرد و با جدایی او نیز اکنون یوکا کوسکینن نوازنده‌ی جدید گروه است.
یوکا نوالاینن درامر گروه از سال ۲۰۱۴ تا ۲۰۱۹ به خاطر مشکلات شدید ناشی از اختلالات بی‌خوابی با وجود این که همراه گروه بود اما غیرفعال بوده و به جای او کای هاهتو از سال ۲۰۱۴ به‌عنوان جانشین او عمل کرده است. در ژوئیه ۲۰۱۹، نوالاینن اعلام کرد که دیگر به گروه بازنخواهد گشت و کای هاهتو به عنوان درامر رسمی ارتقا یافت.
در اکتبر ۲۰۱۳ نایت‌ویش، تروی دانوکلی، آهنگساز و نوازنده‌ی چند ساز انگلیسی را که بیشتر به خاطر نواختن ساز اویلیان پیپس (به انگلیسی: Uilleann pipes) مشهور است را به یکی از اعضای دائمی گروه تبدیل کرد.

## دیسکوگرافی
دیسکوگرافی این گروه فنلاندی شامل هشت آلبوم استودیویی، یک آلبوم چند آهنگه، پنج آلبوم زنده، هفت آلبوم گردآوری شده، سیزده موزیک ویدئو و بیست و یک تک آهنگ می‌باشد.
| نام آلبوم                | نام به انگلیسی               | سال انتشار |
| نخست فرشتگان سقوط می‌کنند | Angels Fall First            | ۱۹۹۷       |
| زاده اقیانوس             | Oceanborn                    | ۱۹۹۸       |
| ارباب آرزو               | Wishmaster                   | ۲۰۰۰       |
| کودک سده                 | Century Child                | ۲۰۰۲       |
| یک بار                   | Once                         | ۲۰۰۴       |
| نمایش عشق تاریک          | Dark Passion Play            | ۲۰۰۷       |
| ایمجینریوم               | Imaginaerum                  | ۲۰۱۱       |
| زیباترین اشکال بی پایان  | Endless Forms Most Beautiful | ۲۰۱۵       |
| انسان. :\|\|: طبیعت      | Human. :II: Nature           | ۲۰۲۰       |

| نام آلبوم               | نام به انگلیسی          | سال انتشار |
| ----------------------- | ----------------------- | ---------- |
| از آرزوها تا ابدیت      | From Wishes to Eternity | ۲۰۰۱       |
| پایان یک عصر            | End of an Era           | ۲۰۰۶       |
| ساخت هنگ کنگ            | Made in Hong Kong       | ۲۰۰۹       |
| زمان نمایش، زمان داستان | Showtime, Storytime     | ۲۰۱۳       |
| خودرو روح               | Vehicle of Spirit       | ۲۰۱۶       |